# Mutatochrom
Mutatochrom ist ein Xanthophyll aus dem Pilz Boletus luridus, Karotten, unreifen Kartoffeln, Maisblättern und der Alge Fucus spiralis.
Mutatochrom kommt vermehrt in den Fruchtkörpern der Pilze vor.